# Keine Atempause – Düsseldorf, der Ratinger Hof und die Neue Musik
Keine Atempause ist ein Dokumentarfilm von Oliver Schwabe.

## Handlung
Der Film erkundet die Düsseldorfer Musikszene der 1970er und 1980er Jahre. Im Zentrum der Geschichte steht die Kultkneipe Ratinger Hof, wo sich viele deutsche Punkbands gründeten, u. a. die Toten Hosen oder DAF. Der Film wechselt zwischen Archivaufnahmen und aktuellen Bildern, er zeigt das alte Düsseldorf und lässt auch die junge Düsseldorfer Band Stabil Elite zu Wort kommen. Unter anderem sind Interviews mit Gabi Delgado, Campino, Peter Hein, Kurt Dahlke, Harry Rag, Martina Weith, Richard Gleim und Stabil Elite zu sehen.
Der Film wurde am 11. Juli 2016 im WDR ausgestrahlt und anlässlich des Todes von Gabi Delgado-López (Deutsch Amerikanische Freundschaft) am 28. März 2020 wiederholt.

## Presse
„Mit „Keine Atempause – Düsseldorf, der Ratinger Hof und die Neue Musik“ ist Filmemacher Oliver Schwabe ein authentisches Stück über die Zeit gelungen, in der die Legendenbildung begann.“
-DerWesten
„„Keine Atempause“ beschreibt, wie Punker im Allgemeinen wahrgenommen wurden und wie die aufkommende Neue Deutsche Welle die wilden Jahre im Ratinger Hof wieder beendete.“
-WZ

## Auszeichnungen
Nominiert für den Preis für Popkultur 2016 in der Kategorie: Schönste Geschichte